# Kuvalayananda

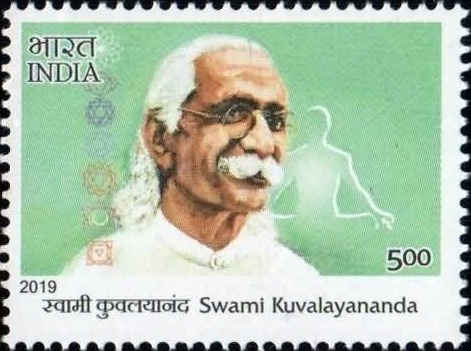
Kuvalayananda

Kuvalayananda, swami Kuvalayananda, właśc. Jaganath Ganesh Gune (ur. 30 sierpnia 1883 w Debhoi (Gudźarat), zm. 18 kwietnia 1966 w Lonavla (Maharasztra) – indyjski naukowiec, autor monumentalnych badań praktyk jogi, pionier współczesnych akademickich badań jogi i indyjskiego systemu wychowania fizycznego, założyciel Kaivalyadhama Institute, popularyzator hathajogi w świecie. Za życia jego imię było synonimem jogi.

## Młodość
Kuvalayananda urodził się w 1883 roku kiedy narodowe odrodzenie Indii powoli przybierało na sile. Na studiach fascynował  się filozofią Śri Aurobindo, który w tym czasie pracował jako wykładowca w mieście Baroda. Po ukończeniu studiów na uniwersytecie w Bombaju młody Kuvalayananda zaczął się interesować społecznym ruchem Lokmanja Tilaka.
W czasie licznych podróży po Indiach zaczął się kontaktować coraz częściej ze zwykłymi ludźmi, którzy zwrócili jego uwagę jako analfabeci, osoby niewykształcone, przesądne czy też chore na duchu i umyśle. Wtedy zdał sobie sprawę z wielkiej roli edukacji, która mogłaby ich zmienić. By zrealizować ten cel przyłączył się do Khandesh Education Society w Amalner, gdzie po latach (1916) został nawet głównym dyrektorem narodowego college’u.

## Fascynacja jogą
W powiązaniu z Jummadada Vyayamshala w Barodzie i profesorem Rajaratna Manikrao, który był wielkim propagatorem kultury fizycznej, poznał rdzenne systemy kultury fizycznej Indii, w tym także odmiany jogi. Odkrycie jogi otwarło dla niego nowe perspektywy. Wkrótce potem spotkał wielkiego jogina Bengalu, Paramahamsę Madhavdasji, mieszkającego w Malsar, niedaleko miasta Baroda.
Bezpośredni wgląd w jogę, dany mu poprzez współpracę i kierownictwo Madhavdasjiego, spowodowało rewolucję w jego karierze. Już w 1920-1921 roku z pomocą swoich studentów, zaczął badania nad wpływem praktyk jogi na ludzkie ciało w laboratorium miejscowego szpitala w Baroda.  Jego subiektywne doświadczenia w połączeniu z obiektywnymi eksperymentami dały mu przeświadczenie, że starożytny system jogi może być zrozumiany przez nowoczesną naukę i udokumentowany eksperymentami, i dzięki temu może wielce pomóc współczesnemu społeczeństwu. To akademickie podejście do jogi stało się jego życiową pasją i życiową misją.
Swami Kuvalayananda założył Kaivalyadhama Yoga Institute (Instytut Kaiwaljadhama) 7 października 1924 roku. To wtedy też, w dniu inauguracji instytutu ukazał się pierwszy numer naukowego kwartalnika jogi Yoga-Mimamsa Journal.
W 1943 dokonał podziału organizacji na dwie części:
- Kaivalyadhama Ashrama – ukierunkowaną na rozwój duchowy poprzez jogę
- Kaivalyadhama Sreeman Madhava Yoga Mandira (SMYM) Samiti  w Lonavli – skupiona na medycznych i naukowych aspektach praktyk jogi[1]

## Wpływ
Swami Kuvalayananda jest niekwestionowanym pionierem jogi naukowej i akademickiej.
Uważa się, że to głównie dzięki wysiłkom Swamiego Kuvalayanandy joga rozprzestrzeniła się na świecie. Jego wieloletnie wysiłki by starożytna wiedza jogi stała się bardziej akceptowalna dla współczesnego racjonalnego umysłu przyniosły efekty. To właśnie głównie dzięki naukowej pracy Kuvalayanandy joga została się zaakceptowana jako alternatywna terapia.
Do śmierci w 1966 roku nazwisko Swamiego Kuvalayanandy było w Indiach praktycznie synonimem jogi, najznamienitsi politycy odwiedzali jego Instytut Kaivalyadhama w Lonavli koło Puny. Swami Kuvalayanada przyjaźnił się z Mahatmą Gandhim, Jawaharlal Nehru, Indirą Ghandhi, Moraji Desai, fundatorem Banares Hindu University (największego uniwersytetu w Azji) Panditem Madan Mohan Malaviyą i wielu innymi. Dzięki jego wysiłkom powstał wspaniały instytut kultury fizycznej (L.N.I.P.E.) w Gwalior, w stanie Madhya Predesh. Po dziś dzień instytut ten jest uważany za najlepszy uniwersytet wychowania fizycznego w Azji.